# Nyah Metz
Nyah Metz (Zaandam, 8 juli 2001) is een Nederlandse handbalster die uitkomt voor RKHV Volendam en ook actief is in het beachhandbal. 

## Biografie
Metz ging naar school aan het Zaanlands Lyceum van 2013 tot 2018. Sinds september 2022 studeerde ze fysiotherapie aan de Hogeschool van Amsterdam.

### Handbal
In 2009 begon Metz met handballen bij HV Zaandam. Ze maakte in 2013 de overstap naar DSS uit Heemskerk. Sinds 2015 maakte ze onderdeel uit van een succesvolle selectie van VOC Amsterdam waarmee ze Nederlands kampioen werd in 2017, 2018 en 2019. Metz maakte in 2021 de overstap naar competitiegenoot RKHV Volendam. Deze club verliet ze in 2024 voor een overstap naar SEW uit Nibbixwoud. In 2024 ging ze bij het Duitse TUS Lintfort haar eerste buitenlandse avontuur aan.

### Beachhandbal

#### Junioren
In 2016 nam Nederland -16 voor het eerst sinds lange tijd deel aan het Junioren EK in Nazaré, Portugal. Metz maakte nog geel uit van deze selectie, maar haar toekomstige ploeggenoten Lynn Klesser, Lisanne Bakker, Amber van der Meij en Lieke van der Linden maakten al wel onderdeel uit van de selectie die met de gouden medaille aan de haal ging.
Metz was sinds 2017 ook onderdeel van de handbalploeg die deelnam aan het EK -17 aan het Jarunmeer, nabij Zagreb in Kroatië. In de eerste ronde werden Oekraïne, Roemenië, Polen en Duitsland aan de zegekar gebonden. Tegen Hongarije won Nederland opnieuw, zij het door middel van een shoot-out. Ongeslagen trad Nederland in de kwartfinale aan tegen Litouwen, dat eveneens werd verslagen. In de halve finales werd afgerekend met Duitsland door middel van een shout-out. Na een zwaarbevochten overwinning op Portugal in de finale waren Metz en haar teamgenoten opnieuw Europees kampioen.
Door de overwinning op het EK mocht Nederland -17 een maand later deelnemen aan het WK -17 in Flic-en-Flac, Mauritius. Na een overwinning op Taiwan, plaatsen Metz en haar leeftijdsgenoten zich al voor de volgende ronde door het terugtrekken van Togo en Brazilië uit het toernooi. In de volgende ronde werden Argentinië, Kroatië en Hongarije verslagen. In de kwartfinale werd afgerekend met Thailand, waarna een nieuwe ontmoeting met Argentinië wederom werd omgezet in een overwinning. In de finale stond Nederland opnieuw tegenover Hongarije, die in een shoot-out werd verloren. Hierdoor grepen Metz en haar leeftijdsgenoten naast de wereldtitel.
Op het EK -18 in Ulcinj, Montenegro, maakte Metz opnieuw deel uit van de Nederlandse selectie. De drie groepswedstrijden werden eenvoudig omgezet in overwinningen op Oekraïne, Montenegro en Litouwen. In de eerste twee wedstrijden was Metz met respectievelijk tien en twaalf doelpunten topscorer en in de derde wedstrijd maakte ze slechts één doelpunt omdat ze toen meer verdedigend stond opgesteld. Zonder puntverlies behaalde Nederland de knock-outfase waarin Kroatië wachtte in de kwartfinales. Deze wedstrijd werd in winst omgezet. Nadat ook Duitsland was verslagen in de halve finales, wachtte Hongarije in de finale. Deze wedstrijd ging opnieuw verloren tegen de Hongaren.

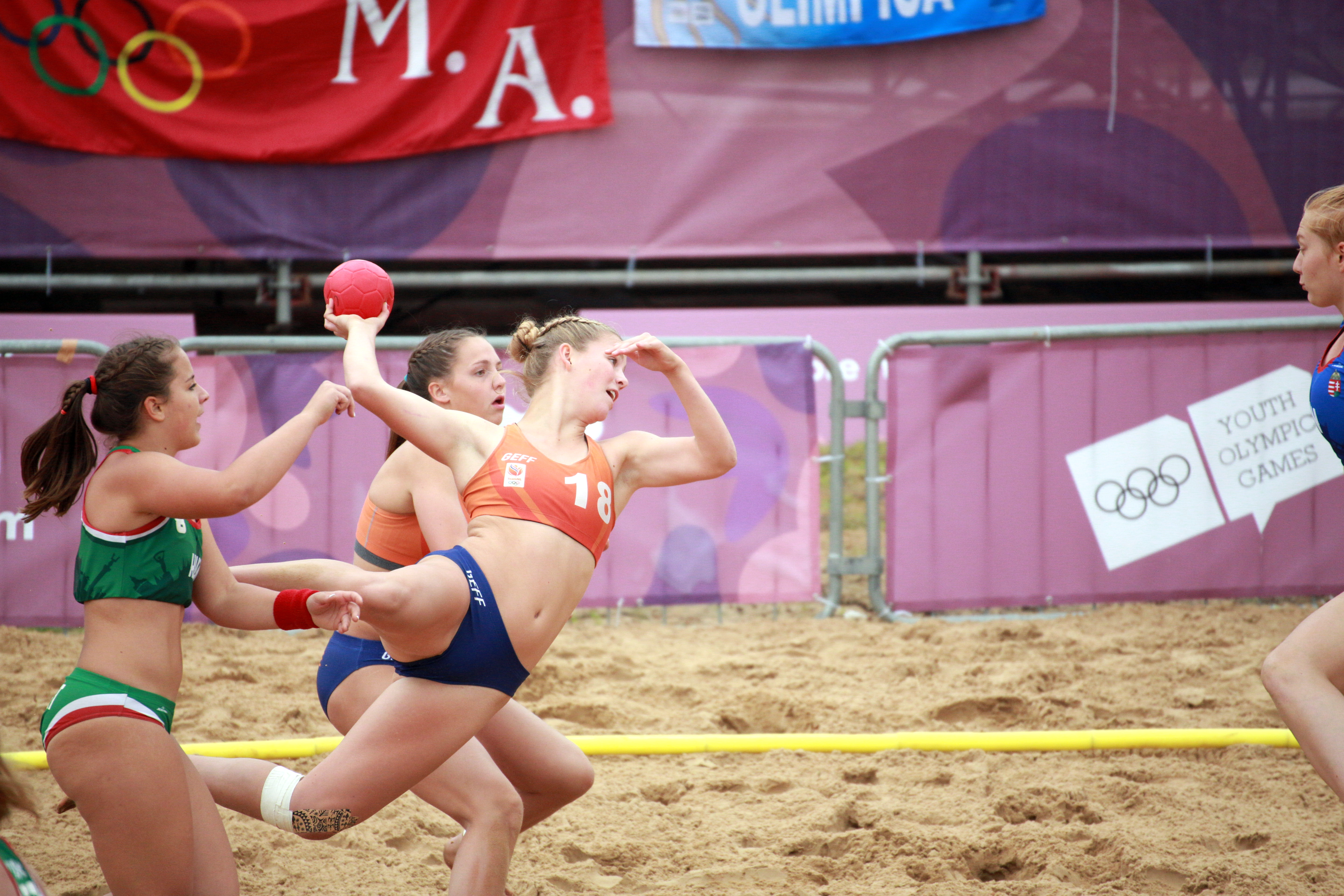
Metz in de wedstrijd tegen Hongarije op de Olympische jeugdzomerspelen

Op de Olympische Jeugdzomerspelen 2018 in Buenos Aires, Argentinië was Metz opnieuw als een van de veldspeelsters van de partij. In de eerste overwinning op Paraguay was Metz met 12 doelpunten topscoorster van het Nederlandse team. In de wedstrijden daarna tegen Hong Kong was Metz met twaalf doelpunten gedeeltelijk topscorer met Lynn Klesser. In de volgende wedstrijden werden Turkije en Argentinië verslagen en speelde Metz een onopvallende rol. In het laatste voorrondeduel tegen Argentinië was Metz na Klesser opnieuw de meest scorende Nederlandse speelster met acht doelpunten en vier assists. In de hoofdronde trof Nederland allereerst de Chinese Taipei, dat na een shoot-out werd verslagen. Metz was in deze partij vooral aangeefster van doelpunten. Hierna verloren Metz en haar ploeggenoten in de halve finale van Kroatië. In de strijd om de bronzen medaille wachtte Hongarije. Tegen de Hongaren slikten Metz en haar ploeggenoten opnieuw een nederlaag. Met een doelpuntentotaal van 77 treffers was Metz na Lynn Klesser topscorer van Nederland en de 15de beste werper van het toernooi. Ook breidde ze na Anna Buter en Klesser de meeste treffers voor met een totaal van 18 assists.
Ondanks dat veel van haar ploeggenoten na de Olympische Jeugdzomerspelen de stap maakten naar het seniorenteam, bleef deze voor Metz uit. In 2021 kwam Metz toch weer in het nieuws nadat een foto van haar werd gebruikt toen de dames van de Noorse beachhandbalploeg weigerden te spelen in te korte broekjes. De foto van Metz gemaakt tijdens olympische jeugdzomerspelen werd gebruikt als symbolisch beeld voor de geldende regelgeving. Deze verscheen in de berichtgeving in Denemarken, België, Frankrijk, en de Verenigde Staten.

## Onderscheidingen
- - WK junioren beachhandbal (2017)
- Vierde plaats - Olympische Jeugdzomerspelen (2018)
- - EK -17 (2017)
- - EK -17 (2018)